# Tropheini
Tropheini – takson obejmujący kilka endemicznych rodzajów z rodziny pielęgnicowatych (Cichlidae). Stanowią bardzo zróżnicowane zbiorowisko ryb zasiedlających skaliste strefy przybrzeżne jeziora Tanganika w Afryce Wschodniej. Większość żywi się naskalnymi glonami nitkowatymi lub jednokomórkowymi, a także detrytusem.
Porównanie różnic genetycznych z innymi liniami rozwojowymi pielęgnic tanganikańskich sugeruje, że Tropheini są relatywnie młodą grupą, która pojawiła się w późniejszym okresie radiacji adaptacyjnej pielęgnicowatych, jaka miała miejsce w jeziorze Tanganika. Ich przodkami były pielęgnice zasiedlające afrykańskie rzeki. W obrębie jeziora ewoluowały w najbardziej obfitą grupę litoralu skalistego. Ograniczone przez bariery geograficzne, wytworzyły wiele odmian barwnych oraz różnorodne strategie pobierania pokarmu. Pierwsza z tych cech wzbudziła duże zainteresowanie akwarystów, a druga – biologów ewolucyjnych. Od tych samych przodków wywodzi się siostrzana dla Tropheini grupa pielęgnic, które wydostały się z Tanganiki poprzez nieliczne połączenia rzeczne i zasiedliły, młodsze geologicznie, jeziora Malawi i Wiktorii.
Ewolucja metod pobierania pokarmu u tych ryb jest ściśle związana z wyraźnymi różnicami w anatomii ich aparatu gębowego (gardła i uzębienia), co służy jako podstawa do ich podziału na poziomie rodzaju. Ze względu na ścisłą specjalizację w poszczególnych niszach siedlisk skalnych większość gatunków ma ograniczoną zdolność do rozprzestrzeniania się poza barierami ekologicznymi. Efektem tego jest obecność licznych populacji (lub gatunków siostrzanych) charakteryzujących się wyraźnym ubarwieniem.
Takson ten jest tradycyjnie klasyfikowany w randze plemienia, w wynikach badań molekularnych plasowany w obrębie tzw. „nowoczesnych Haplochromini”. Tropheini jest uznawany za monofiletyczny, ale monofiletyzm zaliczanych do niego rodzajów jest dyskutowany. Obejmuje ponad 20 naukowo opisanych gatunków, ale rzeczywista ich liczba jest prawdopodobnie znacznie wyższa, ponieważ prawie wszystkie z zaliczanych tu taksonów są reprezentowane przez gatunki siostrzane. Dotychczas opisane gatunki sklasyfikowano w następujących rodzajach:
- Interochromis Yamaoka, Hori & Kuwamura, 1998
- Limnotilapia Regan, 1920
- Lobochilotes Boulenger, 1915
- Petrochromis Boulenger, 1898
- Pseudosimochromis Nelissen, 1977
- Shuja Genner, Ngatunga & Turner, 2022
- Simochromis Boulenger, 1898
- Tropheus Boulenger, 1898

Typem nomenklatorycznym jest Tropheus.
Zdaniem wielu autorów do tego plemienia należy zaliczyć również „Gnathochromis” pfefferi, którego pozycja w rodzaju Gnathochromis i plemieniu Limnochromini jest kwestionowana.